# Фокс-Чапел (Пенсільванія)
Фокс-Чапел (англ. Fox Chapel) — місто (англ. borough) в США, в окрузі Аллегені штату Пенсільванія. Населення — 5343 особи (2020).

## Географія
Фокс-Чапел розташований за координатами 40°31′34″ пн. ш. 79°53′20″ зх. д. / 40.52611° пн. ш. 79.88889° зх. д. (40.525996, -79.888903).  За даними Бюро перепису населення США в 2010 році місто мало площу 20,40 км², з яких 20,37 км² — суходіл та 0,02 км² — водойми.

## Демографія
Згідно з переписом 2010 року, у селищі мешкало 5388 осіб у 2063 домогосподарствах у складі 1572 родин. Густота населення становила 264 особи/км².  Було 2186 помешкань (107/км²).
Расовий склад населення:
| - 91,9 % — білих - 5,7 % — азіатів - 0,9 % — чорних або афроамериканців - 0,1 % — вихідців з тихоокеанських островів - 0,1 % — корінних американців |

До двох чи більше рас належало 1,2 %. Частка іспаномовних становила 1,4 % від усіх жителів.
За віковим діапазоном населення розподілялося таким чином: 27,5 % — особи молодші 18 років, 55,0 % — особи у віці 18—64 років, 17,5 % — особи у віці 65 років та старші. Медіана віку мешканця становила 48,1 року. На 100 осіб жіночої статі у селищі припадало 107,4 чоловіків;  на 100 жінок у віці від 18 років та старших — 109,3 чоловіків також старших 18 років.
Середній дохід на одне домашнє господарство  становив 273 380 доларів США (медіана — 154 722), а середній дохід на одну сім'ю — 299 297 доларів (медіана — 169 596). За межею бідності перебувало 4,5 % осіб, у тому числі 6,5 % дітей у віці до 18 років та 0,0 % осіб у віці 65 років та старших.
Цивільне працевлаштоване населення становило 2209 осіб. Основні галузі зайнятості: освіта, охорона здоров'я та соціальна допомога — 41,3 %, науковці, спеціалісти, менеджери — 22,8 %, фінанси, страхування та нерухомість — 10,0 %, виробництво — 6,7 %.